# Antoni Caimari i Alomar
Antoni Caimari i Alomar   (sa Pobla, 14 de novembre de 1943 - Inca, 27 de febrer de 2021) fou compositor, músic, creador cultural i mecenes mallorquí. Caimari fou impulsor de la música contemporània a Mallorca i creador de la Fundació ACA (Àrea de Creació Acústica).

## Biografia
Antoni Caimari nasqué el 1943 a Sa Pobla, en el si d'una família d'adroguers, coneguda com "Can Falet". De jove, mostrà interès per la música, però la seva formació fou principalment autodidacta, com a conseqüència d'una experiència infructuosa en l'ensenyament musical institucional. En canvi, s'inicià en la música escoltant la ràdio i discos mentre continuava amb l'ofici farmacèutic de la seva família.
L'any 1958 descobrí les possibilitats de la cinta magnètica com a mitjà creatiu, el qual descriví com una "forma d'escriptura sonora". A partir de llavors, inicià un procés de recerca en què combinà gravacions de sons naturals, veu, piano preparat i altres materials, creant així un estil experimental i personal.
El 1978, Caimari decidí abandonar la seva feina com a representant farmacèutic per dedicar-se a la música com a activitat principal. L'any següent, creà el segell discogràfic UM (Unió Músics), el qual edità més de cent cinquanta obres, principalment música contemporània, música de compositors mallorquins i música popular.
Durant la dècada de 1980, establí relacions amb figures importants de la música contemporània com ara Cristóbal Halffter, Llorenç Barber i Carles Santos. Alhora, començà a presentar la seva obra a escenaris nacionals i internacionals en festivals com Ensems a València, la Setmana Internacional de Música Contemporània a Barcelona i altres esdeveniments a Madrid i Viena.
El 1985 creà la Fundació ACA (Àrea Creació Acústica), una institució clau en la promoció i conservació de la música contemporània a Mallorca. La fundació, basada al poble mallorquí de Búger, esdevingué el centre de moltes de les seves iniciatives culturals i musicals. Mantingué la gestió activa d’aquesta institució fins a la seva defunció.
Morí el 27 de febrer de 2021, dos dies després de ser ingressat a l'Hospital Comarcal d'Inca per una greu pneumònia.

## Obra

### Estil i procés creatiu
Com a compositor, Caimari desenvolupà un estil marcat per l'exploració sonora i la llibertat creativa. Definia la gravació com "una forma d'escriptura sonora", fent servir tècniques com el tall i empalmament de cintes per tal de manipular els sons enregistrats. D'aquesta manera, la seva obra integrà elements de "collage sonor", combinant l'expressió musical pura i les referències simbòliques en un estil eclèctic que explorava els límits entre música i narració.
El concepte d'"esbós" fou central en la seva obra, i Caimari substituí el tradicional opus (Op.) per la nomenclatura Eb. El seu catàleg inclou més de 300 obres, les quals sovint s'agrupen en tres grans categories:
- Obres electroacústiques: Basades en la manipulació de sons naturals, radiofònics, vocals i instrumentals, mitjançant el tall, els muntatges o els canvis de velocitat. Algunes peces destacades són Interferència còsmica, Eb. 48 (1977); Mort i transfiguració, Eb. 52 (1977); Presons, Eb. 54 (1977), o Viatge, Eb. 209 (1991).
- Música per a piano no convencional: Fent servir pianos manipulats mitjançant la introducció d'objectes entre les cordes o la modificació dels martells, entre altres alteracions. Aquesta categoria abasta obres com 5 Peces breus, Eb. 37 (1977), o Angoixa i fuita a l'absurd, Eb. 44 (1977).
- Música per a piano convencional: A partir de 1978, aprofundí en la tradició pianística amb obres que reflectien influències estètiques de Bach, Beethoven, Bartók o Scriabin. Entre aquestes peces sobresurt Tendències, Eb. 65 (1979), un conjunt de 17 peces dedicades a compositors com Bach i Cowell i que revisa el llegat pianístic des d'una òptica contemporània. També en són exemples 3 Peces per a piano, Eb. 167 (1983), o Anàlisis breus, Eb. 180 (1984).

### Música "blanca"
A banda de les tres categories principals, entre 1980 i 1986, Caimari també desenvolupà una sèrie d'obres anomenades música "blanca", d'estètica particularment diatònica i concebudes per ser accessibles per a infants o persones poc familiaritzades amb la pràctica musical. La denominació d'aquest conjunt d'obres fa referència a l'ús exclusiu de les tecles blanques del piano, creant així melodies més senzilles i inclou títols com Sentiments de tardor, Eb. 130; Nocturnals, Eb. 142, o 3 Impromptus de tardor, Eb. 191.

## Llegat
Caimari no només destacà com a compositor, sinó també com a promotor cultural, mecenes i defensor de la música contemporània a Mallorca. A través de la Fundació ACA, impulsà iniciatives com els Encontres Internacionals de Compositors o el Simpòsium d'Organistes.
A nivell més general, però, la Fundació ACA fou un espai per a la difusió, enregistrament i preservació d'obres contemporànies, incloent-hi les del propi Caimari, així com un lloc de trobada per a compositors, intèrprets i estudiants de música.